# Kochanka Szamoty
Kochanka Szamoty – polski czarno-biały film fabularny z 1927 roku, nie zachował się. Film wyświetlano razem „Buntem krwi i żelaza”. Scenariusz na podstawie erotycznego opowiadania „Kochanka Szamoty” z tomu „Niesamowita opowieść” Stefana Grabińskiego (1922).

## Obsada
- Helena Makowska – Jadwiga Kalergis
- Igo Sym – Jerzy Szamota
- Aleksander Maniecki – sekretarz redakcji
- Michał Halicz – współpracownik redakcji
- Marian Rentgen – przechodzień

## Fabuła
Historia redaktora, Jerzego Szamoty, który spotyka się z urodziwą kochanką, Jadwigą Kalergis. Okazuje się, że tajemnicza dziewczyna jest widmem nagle zmarłej przed dwoma laty kobiety.

## Informacje dodatkowe
Na podstawie tego samego opowiadania powstały filmy:
- amerykański w reż. Josepha F. Pardy(inne języki) pt. Szamota's Mistress (1998)[potrzebny przypis]
- niemiecki w reż. Holgera Mandela pt. Szamotas Geliebte (1999)[2]
- polski w reż. Adama Uryniaka(inne języki) pt. Kochanka Szamoty (2017)[3]